# Fasu Gamsatowna Alijewa

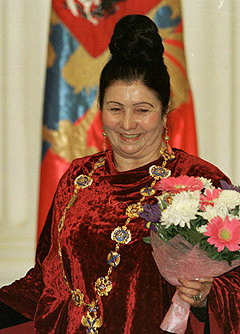
Fasu Alijewa (2002)

Fasu Gamsatowna Alijewa (russisch Фазу Гамзатовна Алиева; 5. Dezember 1932 – 1. Januar 2016) war eine russische Dichterin. Sie galt als eine der bedeutendsten Dichterinnen Dagestans.

## Leben
Fasu Alijewa stammte ursprünglich aus dem Dorf Ginitschutl im Rajon Chunsachski. Sie studierte von 1954 bis 1955 am Pädagogischen Institut für Frauen in Dagestan. Im Jahr 1961 erwarb sie am Maxim-Gorki-Literaturinstitut in Moskau einen Abschluss. Sie war seit 1961 Mitglied des Schriftstellerverbandes der UdSSR. Auch war sie Vorstandsmitglied des Schriftstellerverbandes der Republik Dagestan und des Schriftstellerverbandes Russlands. Ab dem Jahr 1971 war sie Chefredakteurin der Zeitschrift Frauen Dagestans. Bis 2006 war sie Mitglied der Gesellschaftlichen Kammer der Russischen Föderation.
Sie war viermal Abgeordnete des Obersten Rates der Dagestanischen Autonomen Sozialistischen Sowjetrepublik, dessen stellvertretende Vorsitzende sie 15 Jahre lang war.
Ab 1971 war sie Vorsitzende des Dagestaner Komitees zum Schutz des Friedens und einer Zweigstelle des Sowjetischen Friedensfonds, ab 1971 Mitglied des Weltfriedensrates. Sie leitete die Frauenunion von Dagestan.
Alijewa starb in der Nacht auf den 1. Januar 2016.

## Wirken
Fasu Alijewa war eine bekannte Dichterin und Prosaautorin aus Dagestan. Sie verfasste ihre Gedichte sowohl auf Russisch als auch in ihrer Muttersprache Awarisch. Sie schrieb Dutzende von Werken, Hunderte von Zeitschriften- und Zeitungsartikeln. Sie sagte einmal: „Ich habe keine einzige Minute Ruhe, ich schreibe jeden Tag. Allein im letzten Jahr habe ich sieben Essays über das moderne Leben geschrieben. Ich denke an die Menschen, an die Zukunft von Dagestan.“
Die ersten Veröffentlichungen Alijewas erschienen im Jahr 1949 in der Zeitung Bolschewik Gor (Большевик гор, „Bolschewistischer Berg“), später in der Zeitung Komsomolez Dagestana (Комсомолец Дагестана) und der Zeitschrift Druschba („Freundschaft“). Im Jahr 1959 veröffentlichte der Dagestanische Buchverlag  die erste Sammlung der Dichterin „Mein Heimatdorf“ auf Awarisch, dann die Sammlungen „Heimatdorf“ (1959), „Frühlingswind“ (1962), „Ich verteile einen Regenbogen“ (1963), „Augenblick“ (1967), die Gedichte „An der Küste“ (1961), „Im Herzen aller – Iljitsch"“ (1965) und den Roman „Schicksal“ (1964).
Alijewa fühlte sich ihrem Vaterland verbunden und strebte danach, das Kulturerbe Dagestans zu bewahren und zu entwickeln.

## Deutsche Hörspiele
- 1972: Klare Wasser entspringen den Bergen – Bearbeitung (Wort): Hans-Jürgen Bloch; Regie: Fritz Göhler (Hörspielbearbeitung – Rundfunk der DDR)

## Auszeichnungen
Im Jahr 2015 wurde ihr von Ramasan Abdulatipow der Verdienstorden für das Vaterland (III. Klasse) verliehen. Sie erhielt im Laufe ihres Lebens zahlreiche weitere Auszeichnungen.